# Гессе, Густав
Густав Гессе (нем. Gustav Hesse, 27 августа 1931 года, Боденбах, Чехословакия — 24 октября 2001 года, Росток, Германия) — военно-морской деятель ГДР, начальник штаба и заместитель командующего Фольксмарине (1971—1985), вице-адмирал (1979 год).

## Биография
Из семьи мясника. После окончания школы до 1950 года работал пекарем. 15 августа 1950 года поступил курсантом в Школу морской полиции в Парове (Seepolizeischule Parow), будущую Флотскую школу им. Вальтера Стеффенса. После её окончания в 1952—1954 годах был командирован на специальные военно-морские курсы в Советский Союз. В 1953 году вступил в СЕПГ. После возвращения из СССР в 1954—1956 годах служил начальником штаба, затем командиром во 2-м дивизионе минных заградителей и тральщиков (II. Minenleg- und Räumdivision; 2-м минном дивизионе), базировавшемся в Пенемюнде. В 1956 году короткое время он руководил подотделом боевой подготовки в военно-морской базе Пенемюнде.
В 1956—1960 годах обучался в Военно-морской академии им. К. Е. Ворошилова в Ленинграде. После её окончания, получения диплома военного специалиста и возвращения в ГДР он получил должность начальника штаба и заместителя командира 1-й флотилии Фольксмарине. 1 ноября 1963 года в ранге фрегаттен-капитана возглавил 6-ю флотилию Фольксмарине, базировавшуюся на острове Рюген. Находясь в этой должности, 1 марта 1968 года получил звание капитана-цур-зее, а 7 октября 1969 года, в рамках празднования 20-й годовщины образования ГДР, стал контр-адмиралом.
С 1 июня 1971 по 30 ноября 1985 года — заместитель командующего и начальник штаба Фольксмарине, фактически второй человек в командовании ВМС ГДР. 7 октября 1979 года, в 30-ю годовщину образования ГДР, получил звание вице-адмирала. С 1 декабря 1985 года — заместитель командующего, начальник по боевой подготовке Фольксмарине. 30 ноября 1988 года был уволен в отставку.

## Избранные награды
- Орден Заслуг перед Отечеством в серебре;
- Военный орден «За заслуги перед народом и Отечеством» в серебре.